# Oliver Zöllner
Oliver Zöllner (geboren 1968) ist ein deutscher Kommunikations- und Medienwissenschaftler sowie Mitgründer und Leiter des Instituts für Digitale Ethik (IDE).

## Leben
Oliver Zöllner studierte Publizistik- und Kommunikationswissenschaft in Bochum, Wien und Salzburg. Er wurde 1996 in Bochum promoviert. Zöllner arbeitete als Medienforscher 1996–97 beim Südwestfunk in Baden-Baden und 1997 bis 2004 als Abteilungsleiter bei der Deutschen Welle in Köln/Bonn. Ab 1996 war er regelmäßig Lehrbeauftragter an Universitäten.
Seit 2006 ist Zöllner Professor im Studiengang Digital- und Medienwirtschaft an der Hochschule der Medien (HdM) in Stuttgart. Er ist dort seit 2014 einer der Leiter des Instituts für Digitale Ethik, das er gemeinsam mit Petra Grimm und Tobias Keber gegründet hat. Zusammen mit Petra Grimm ist Zöllner Herausgeber der Schriftenreihe „Medienethik | Digitale Ethik“ im Franz Steiner Verlag. Seit 2006 ist Zöllner auch Honorarprofessor für Kommunikations- und Medienwissenschaft an der Heinrich-Heine-Universität Düsseldorf. Zu seinen Forschungsschwerpunkten zählen die digitale Transformation, Digitale Ethik und internationale Kommunikation.

## Schriften (Auswahl)
- mit Petra Grimm; Kai Erik Trost (Hrsg.): Digitale Ethik (Nomos-Handbuch). Baden-Baden: Nomos | Verlag Karl Alber, 2024
- mit Petra Grimm (Hrsg.): Digitalisierung und Demokratie. Ethische Perspektiven. Stuttgart: Steiner, 2020
- mit Petra Grimm; Tobias O. Keber (Hrsg.): Digitale Ethik. Leben in vernetzten Welten. Ditzingen: Reclam, 2019
- mit Nils Bachmann et al.: Wie WhatsApp den Alltag beherrscht. Eine empirische Studie zum ambivalenten Umgang mit Messengerdiensten. Köln: Reguvis Bundesanzeiger-Verlag, 2019
- mit Petra Grimm (Hrsg.): Mensch – Maschine. Ethische Sichtweisen auf ein Spannungsverhältnis. Stuttgart: Steiner, 2018
- mit Petra Grimm (Hrsg.): Ökonomisierung der Wertesysteme. Der Geist der Effizienz im mediatisierten Alltag. Stuttgart: Steiner, 2015
- mit Petra Grimm; Tobias O. Keber (Hrsg.): Anonymität und Transparenz in der digitalen Gesellschaft. Stuttgart: Steiner, 2015
- mit Petra Grimm (Hrsg.): Gender im medienethischen Diskurs. Stuttgart: Steiner, 2014
- mit Petra Grimm (Hrsg.): Schöne neue Kommunikationswelt oder Ende der Privatheit?. Die Veröffentlichung des Privaten in Social Media und populären Medienformaten. Stuttgart: Steiner, 2012
- mit Petra Grimm (Hrsg.): Medien - Rituale - Jugend. Perspektiven auf Medienkommunikation im Alltag junger Menschen. Stuttgart: Steiner, 2011
- (Hrsg.): „Sagt die Wahrheit: die bringen uns um!“. Zur Rolle der Medien in Krisen und Kriegen (Hrsg.: Deutsche Welle). Berlin: Vistas, 2001
- BFBS: „Freund in der Fremde“. British Forces Broadcasting Service (Germany) - der britische Militärrundfunk in Deutschland. Göttingen: Cuvillier, 1996. Zugl.: Bochum, Univ., Diss., 1996
- Dialog als kommunikative Strategie. Öffentlichkeitsarbeit staatlicher Stellen am Beispiel der Akademie der Bundeswehr für Information und Kommunikation.  Waldbröl: AIK, 1993, Zugl.: Bochum, Univ., Magisterarbeit